# C2000
C2000 é uma família de microcontroladores de 32 bits da Texas Instruments. Os dispositivos C2000 são construídos e utilizados principalmente em aplicações de controle em tempo real, tais como controle digital de motor, controle de potência, iluminação LED, energia renovável e comunicação de linha de transmissão de energia. A família C2000 é composto por vários modelos, sendo os mais conhecidos Piccolo e Delfino. Seus microcontroladores possui módulos integrados de PWM e ADC.
Seus modelos podem variar de 40 MHz a 300 MHz podendo suportar uma ampla gama de aplicações com o uso compartilhado de código.

## Numeração
O padrão de numeração de seus produtos são realizadas no formato TMS320wxxxxx-yyy-z onde
- w = Tipo de Tecnologia - F (Flash) ou C (ROM / RAM)
- xxxx = Número do Dispositivo
- yyy = tipo de pacote
- Z = Temperatura Especificação

É comum encontrar dispositivos com a omissão da temperatura máxima suportada.

## Modelos de MCU C2000 MCU
Os modelos de MCU C2000 são divididos em 4 grupos:

### Concerto™ Series
- F28M35x e F28M36x

### Piccolo™ Series[7]
São Microcontroladores de baixo custo. Eles fornecem vários recursos integrados, incluindo um regulador de tensão e um oscilador no chip para clock.
- 2807x
- 2806x
- 2803x
- 2802x

### Delfino™ Series deponto flutuante[8]
Delfino é a série de microcontroladores de alto desempenho. Todos os dispositivos são de ponto flutuante e contêm muitos periféricos integrados.
- 2833x
- 2834x
- 2837x

### C2000 deponto fixo
- 2823x
- 280x
- 281x

## Periféricos de comunicação
A maioria dos chips são compatíveis com diversos protocolos de comunicação dependendo do modelo. Alguns dos protocolos suportados são: 
- SPI
- SCI (UART)
- I2C
- McBSP
- CAN
- LIN